# Rikko Voorberg
Rikko Voorberg (Kampen, 9 december 1980) is een Nederlands theoloog, schrijver en columnist. 

## Levensloop
Voorberg groeide op in de Gereformeerde Kerken vrijgemaakt als tweede kind van predikant Paul Voorberg. Voordat hij ging studeren, reisde hij een jaar door Australië. Na een studie aan de Theologische Universiteit Kampen (Broederweg) vestigde hij zich in Amsterdam. Tijdens zijn studententijd was hij actief binnen de jeugdkerkbeweging en begon een aanbiddingsbandje Barefoot genaamd.  Het bandje trad op blote voeten op. Na een betrekking bij Stichting HiP in Amsterdam, werkte hij mee aan de startende kerk Stroom.
In 2012 begon hij het religieuze experimentele theatercollectief StroomWest, waarmee hij enige tientallen performances en voorstellingen deed. Sinds 2013 leidt Voorberg de zogeheten PopUpKerk en schrijft hij regelmatig columns in het Nederlands Dagblad. Ook was hij dat jaar spreker op de EO-Jongerendag. Op het online magazine Lazarus onderhoudt Voorberg sinds medio 2016 elke (werkdag)ochtend een meditatie, live ingesproken. Hij was in 2013 en in 2017 een van de drie kandidaten voor de titel Theoloog van het jaar. Voorberg is verder artistiek programmeur van het Graceland Festival.

## Activisme en controverse
Begin 2014 kwam Voorberg in het nieuws nadat hij een Facebook-actie was begonnen voor een menselijke behandeling vanuit de maatschappij van de veroordeelde pedoseksueel Benno L., wat hem zowel lof als ernstige bedreigingen opleverde. Ook zijn 'preek' over vloeken in nrc.next deed veel stof opwaaien.
In 2017 kondigde de theoloog aan om tijdens de Dodenherdenking op 4 mei door middel van drieduizend papieren kruisjes de omgekomen vluchtelingen te willen herdenken op het Rembrandtplein in Amsterdam, in de nabijheid van de Dam, waar de officiële herdenking jaarlijks plaatsvindt. Dit voorstel kwam hem en zijn mede-initiatiefnemers op heftige kritiek te staan, onder andere vanuit het Centrum Informatie en Documentatie Israel (CIDI). De algemene lijn was dat op 4 mei exclusief de slachtoffers uit de Tweede Wereldoorlog moesten worden herdacht. Op last van burgemeester Eberhard van der Laan werd vanwege de ophef de herdenking van Voorberg eerst verplaatst van het Rembrandtplein naar de Nieuwmarkt. Kort daarna besloten Voorberg en de andere initiatiefnemers zelf om de publieke herdenking af te gelasten vanwege de blijvende commotie.
Voorberg reageerde in juni 2018 op een actie van de anti-islambeweging Pegida. Deze groep wilde tijdens de ramadan voor de deur van vijf moskeeën barbecues houden met varkensvlees, dat voor moslims als onrein geldt. Voorberg organiseerde vervolgens een Ramadamsponsortour, waarbij voor elk geroosterd stuk vlees een geldbedrag gedoneerd zou worden aan de betreffende moskee. Met de actie haalde Voorberg tweeduizend euro op, ondanks het feit dat de Pegida-tour niet doorging. Gedoneerd geld werd alsnog aan de moskeeën gegeven vanwege de geleden schade door de dreiging.
Voorberg is betrokken bij de vluchtelingen in Amsterdam en is medeoprichter en woordvoerder van de zogeheten Vluchtkerk, een tijdelijk ingerichte verblijfplaats voor een groep vluchtelingen in een leegstaand kerkgebouw in 2014. Voorberg is tevens oprichter van stichting We gaan ze halen, een actiegroep die kritisch reageert op het Nederlandse vluchtelingenbeleid, dat zich niet aan de internationale afspraken zou houden. In december 2018 vertrok Voorberg met deze actiegroep in een bus en een stoet personenwagens naar Griekenland om daar een groep vluchtelingen om te halen, wat de Griekse regering niet toestond. In oktober 2020 deed hij iets vergelijkbaars en vertrok hij in een leeg vliegtuig met enkele mede-activisten en journalisten naar Lesbos om 180 vluchtelingen uit het kamp Moria aldaar op te halen, maar dat moest van de autoriteiten halverwege uitwijken naar Athene en Voorberg keerde met een leeg vliegtuig terug.

## Erkenning
In 2016 ontving Voorberg voor zijn werk voor vluchtelingen in Amsterdam de eerste Pim de Kuijer-penning, uit handen van de Pim de Kuijer Stichting. Pim de Kuijer was lobbyist voor Stop Aids Now! en het Aidsfonds. Hij was een van de slachtoffers van de ramp met de MH17.
In 2019 ontving Voorberg de Vrijheidsaward tijdens de VrijheidsIftar in het Tropenmuseum te Amsterdam, georganiseerd door de Vrijheidstour. Dit vanwege de Ramandan Sponsortour, een tegengeluid tegen de anti-moskeeprotesten van Pegida.
In 2020 ontving Voorberg de Pax Duif met als jurycommentaar: "Voorberg zoekt steeds naar nieuwe manieren om mensen aan het denken te zetten. Hij luistert naar verschillende meningen en zoekt dan opnieuw naar de verbinding. Voorberg durft tegen de stroom in te gaan en kiest steeds weer voor mensen die in de knel zitten vanuit een geloof in humaniteit en solidariteit."